# Theodor Peckolt
Theodor Peckolt (1822-1912) était un naturaliste brésilien d'origine allemande, botaniste, pharmacien et chimiste ayant travaillé au Brésil de 1847 à 1912, où il a analysé les propriétés chimiques et médicinales de la flore brésilienne.